# Charlotte Sophie av Aldenburg
Charlotte Sophie av Aldenburg, född 4 augusti 1715, död 4 februari 1800, var en regerande tysk riksgrevinna av Aldenburg; monark i grevedömet Aldenburg 1738–1748. Hon var dotter till greve Anton II av Aldenburg och Wilhelmine Marie van Hessen-Homburg.
Hon var gift från 1733 med den nederländske adelsmannen Willem Bentinck, men levde 1737–1748 i ett samboförhållande med greve Albrecht Wolfgang av Schaumburg-Lippe, något som orsakade skandal. Hon avsattes 1748 från sin tron, som övertogs av maken genom äktenskap, och levde sedan skild från sin familj. Hon behandlades som en utstött av Europas hov, och efter att förgäves ha sökt stöd för att återta sin tron bosatte hon sig 1767 i Hamburg, där hon levde ett enkelt liv med sin utomäktenskaplige son.